# Ashes of the Wake
Ashes of the Wake är ett album av heavy metal-bandet Lamb of God. Albumet släpptes den 31 augusti 2004.
Albumet debuterade som nr 27 på Billboard 200 och sålde mer än 35 000 under sin första vecka och rankades av Guitar World som det 49:e bästa gitarralbumet genom tiderna. Revolver Magazine röstade fram den som "årets album". I augusti 2006 hade det sålt mer än 260 000 kopior.
Flera av låtarna på albumet handlar om Irakkriget, som Hourglass, Now You've Got Something to Die For, The Faded Line och Ashes of the Wake, som innehåller ljudklipp från intervjuer med den före detta marinsoldaten Jimmy Massey efter att han kom hem till USA efter kriget. Laid to Rest handlar om spöket av en mördad person som söker efter att hämnas på sin mördare och Omerta, som delar namn med det sicilianska tystnadsbegreppet, handlar om den sicilianska maffian.

## Låtlista
1. Laid to Rest
2. Hourglass
3. Now You've Got Something to Die For
4. The Faded Line
5. Omerta
6. Blood of the Scribe
7. One Gun
8. Break You
9. What I've Become
10. Ashes of the Wake (Instrumentallåt)
11. Remorse Is for the Dead